# Солоне (Чортківський район)
Солоне́ — село в Україні, у Товстенській селищній громаді Чортківського району Тернопільської області. Розташоване в центрі району. До 2020 центр сільської ради, якій було підпорядковане с. Рожанівка. У зв'язку з переселенням жителів із облікових даних виведений хутір Княжина.
Населення — 632 особи (2007).

## Географія
У селі бере початок річка Луча, ліва притока Дністра.

## Історія
Поблизу села виявлено археологічні пам'ятки пізнього палеоліту.
Перша писемна згадка — 1724.
Діяли «Просвіта», «Луг» та інші товариства, кооператива.
12 листопада 2014 року через загибель бійця 24-ї окремої механізованої бригади Володимира Марусича у Тернопільській області оголошено Днем жалоби.
12 червня 2020 року, відповідно до розпорядження Кабінету Міністрів України № 724-р «Про визначення адміністративних центрів та затвердження територій територіальних громад Тернопільської області» увійшло до складу Товстенської селищної громади.
19 липня 2020 року, в результаті адміністративно-територіальної реформи та ліквідації Заліщицького району, увійшло до складу новоутвореного Чортківського району.
17 листопада 2024 року в селі відбулося відкриття меморіальної дошки на честь захисника України Ігоря Резнікова. 

## Населення

### Мова
Розподіл населення за рідною мовою за даними перепису 2001 року:
| Мова       | Кількість | Відсоток |
| ---------- | --------- | -------- |
| українська | 657       | 99.7%    |
| російська  | 2         | 0.3%     |
| Усього     | 659       | 100%     |

## Релігія
- церква Пресвятої Трійці (1860, дерев'яна, УГКЦ),
- церква Святого Духа (переобладнана з костелу, ПЦУ),
- «фіґури» святих Петра і Павла (1989) та св. Миколая (1992).

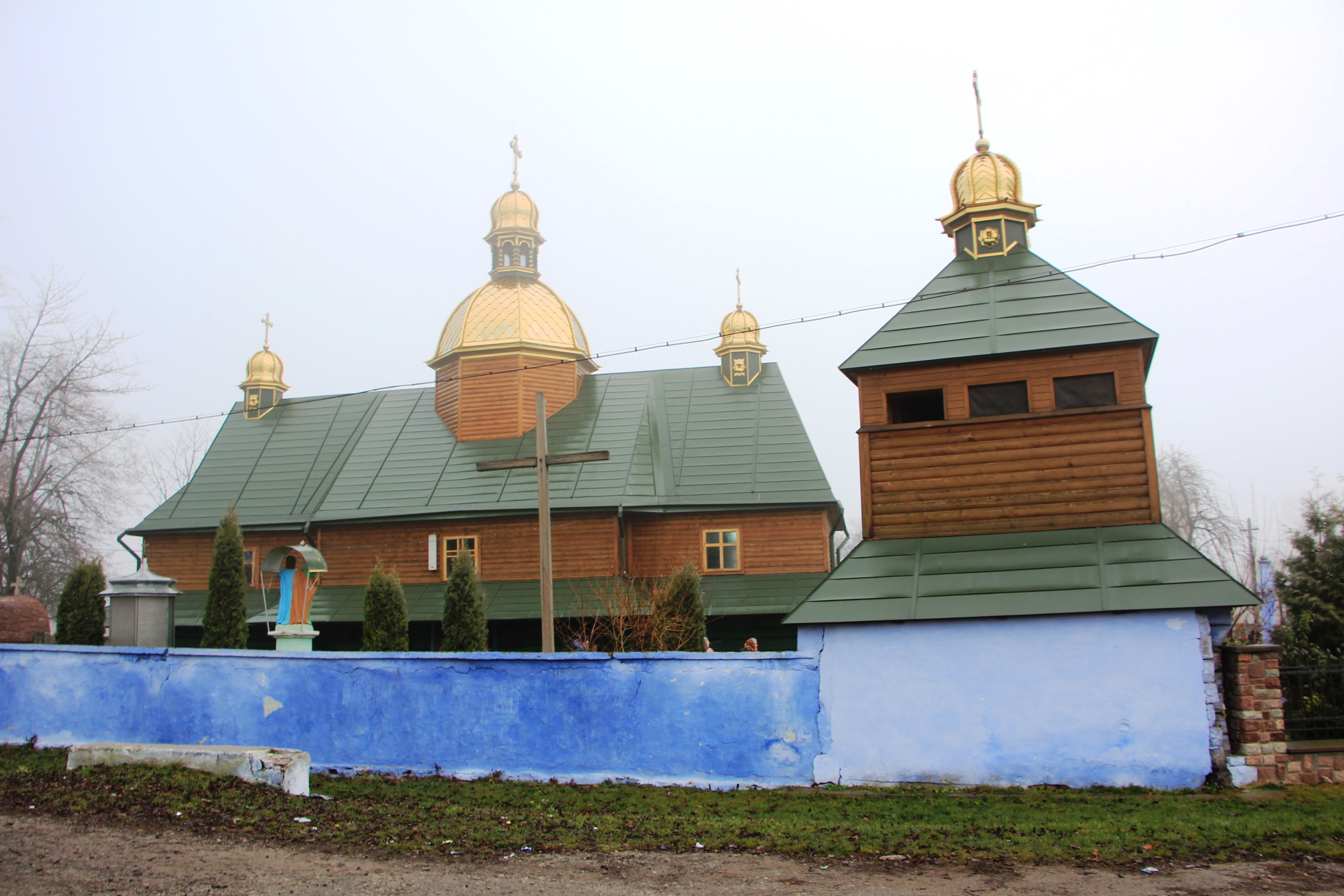
Церква Святого Духа 1860
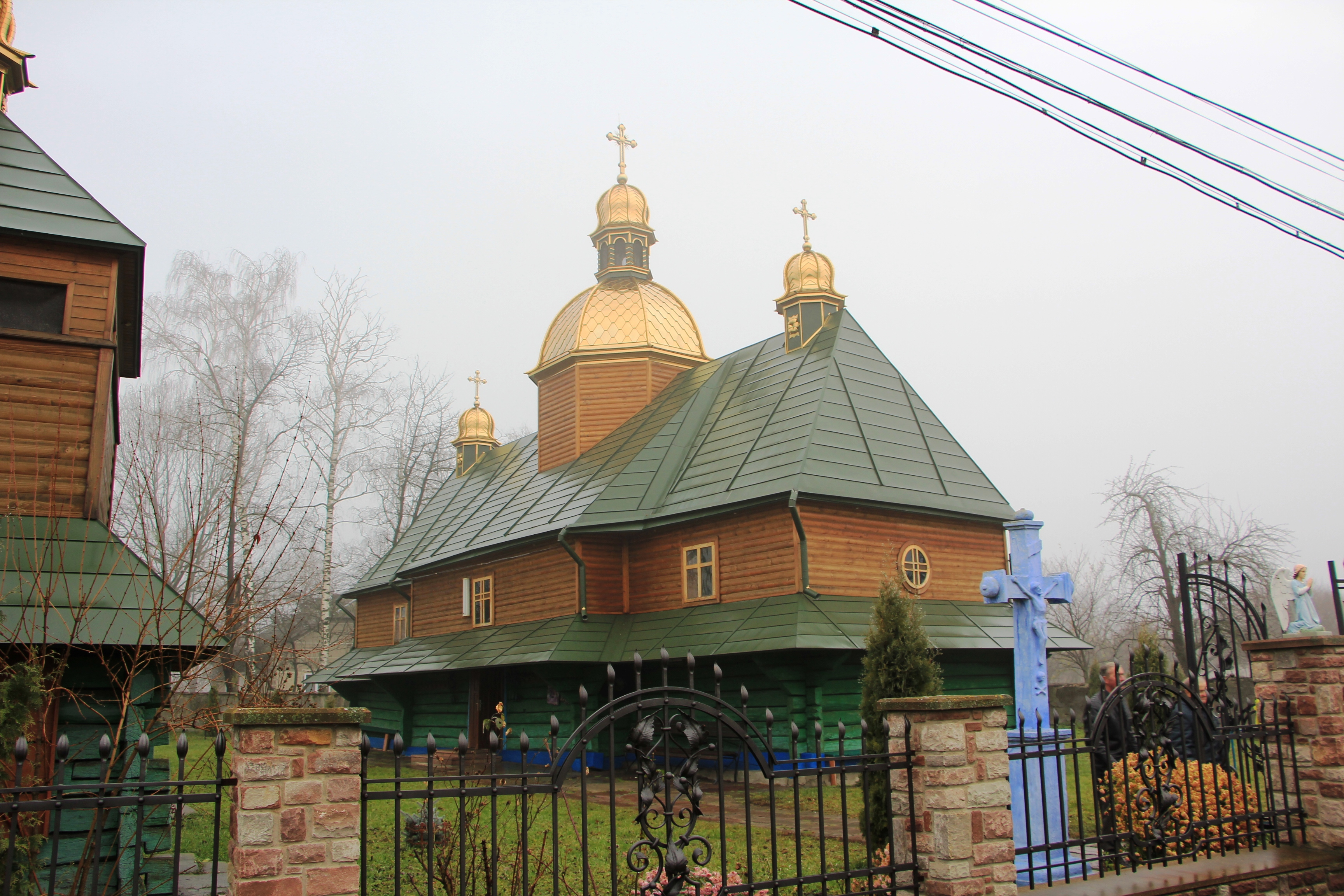
Церква Святого Духа 1860
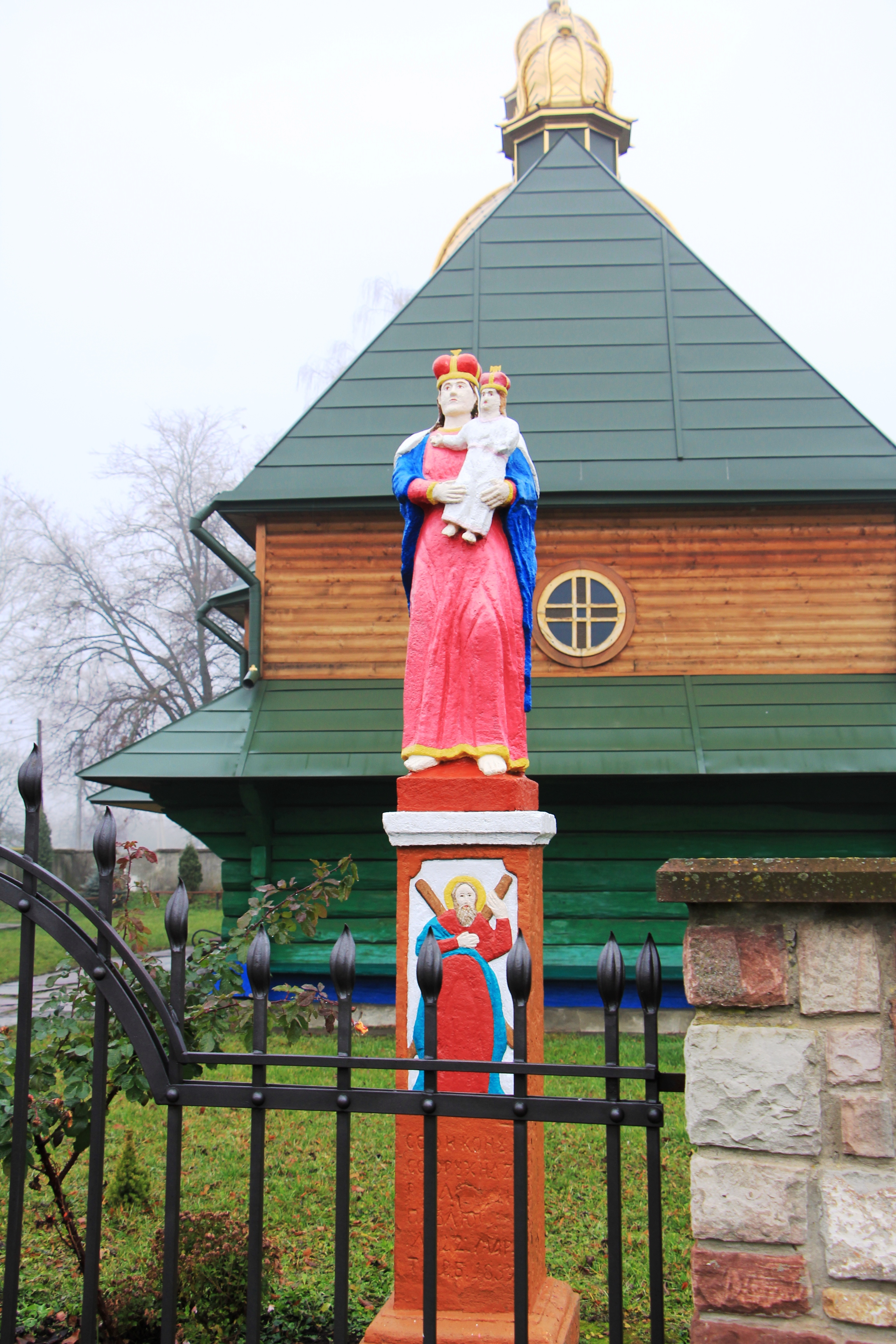
Церква Святого Духа 1860
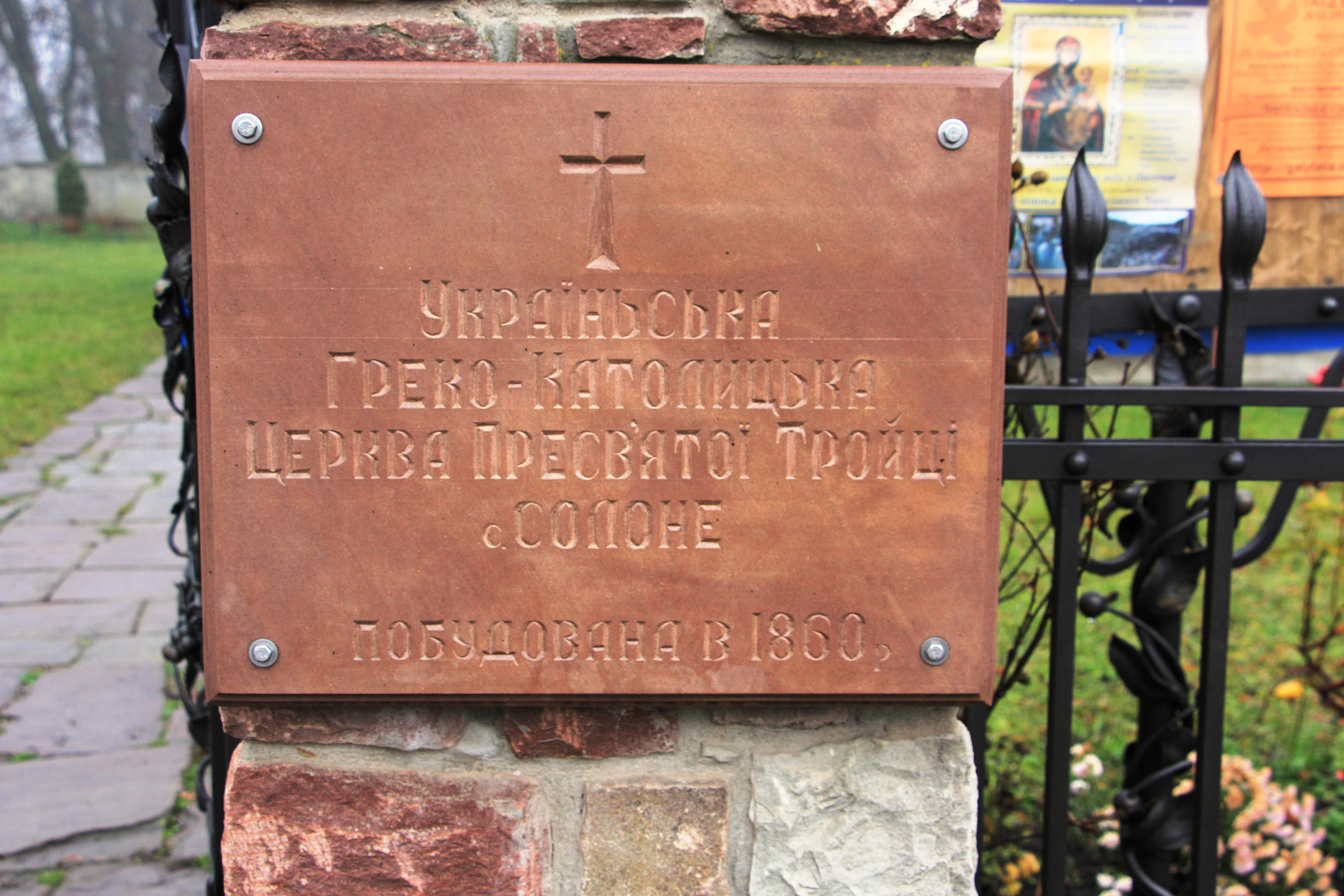
Церква Святого Духа 1860
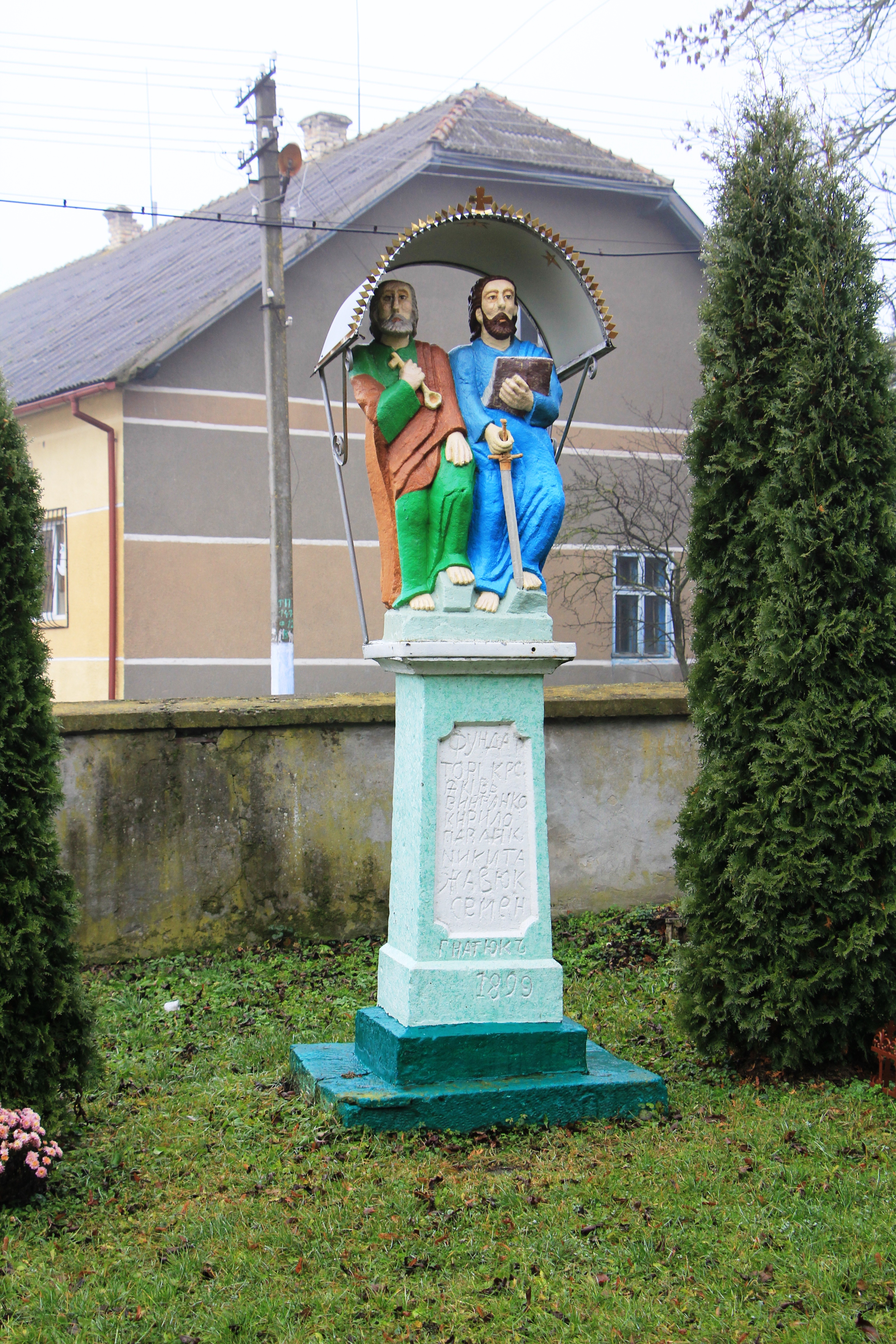
Кам'яна скульптура біля церкви

## Пам'ятники
- односельцям, які загинули під час 1-ї світової війни (1936),
- на братській могилі воїнів ЧА, де поховано 9 радянських воїнів, які загинули у боях за визволення села. На увічнення їх пам'яті в 1965 р. з чотирьох могил проведено перезаховання в одну братську могилу останків воїнів на сільському кладовищі. На могилі прямокутний надгробник і обеліск. Списки полеглих зберігаються в Заліщицькому райвійськкоматі[6],
- воїнам-односельцям, полеглим у нім.-рад. війні (1984),
- Т. Шевченку (1993),
- на братській могилі воякам УПА (1994)

Насипано символічну могилу жертвам сталінського терору, відновлено пам'ятний хрест на честь скасування панщини (1991).
Скульптура святого
Щойновиявлена пам'ятка історії.
Виготовлена з каменю в 1859 році.
У 1954 році демонтована, а в 1992 році відновлена.

## Соціальна сфера
Працюють ЗОШ 1-2 ступ., Будинок культури, бібліотека, ФАП, відділення зв'язку, торговельний заклад.

## Відомі люди

### Народилися
- правник М. Свистун
- військовослужбовець 24-ї окремої механізованої бригади Володимир Марусич, загинув у російсько-українській війні 2014 року[9].

## Галерея

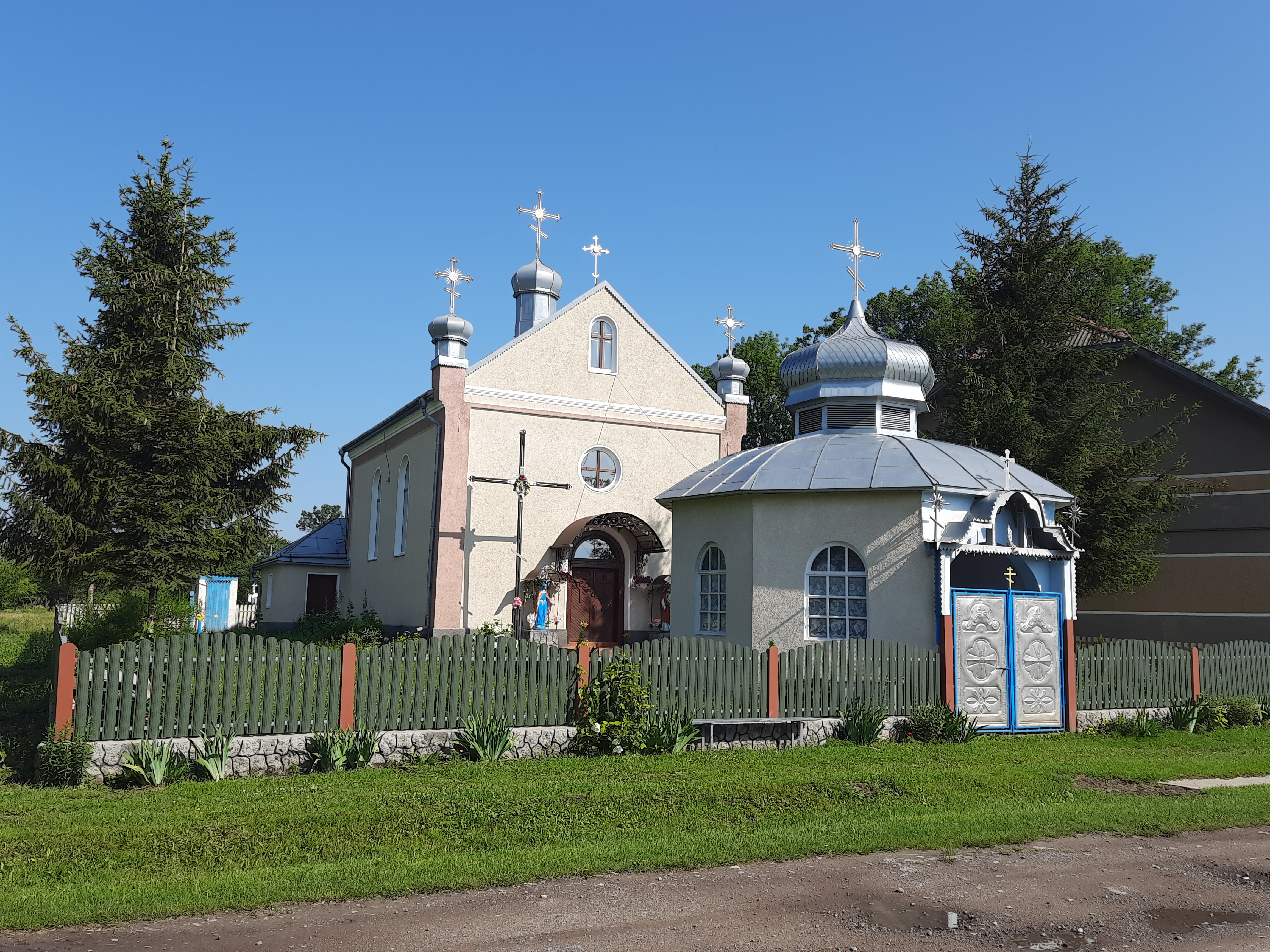
Церква Святого Духа ПЦУ (колишній костел)
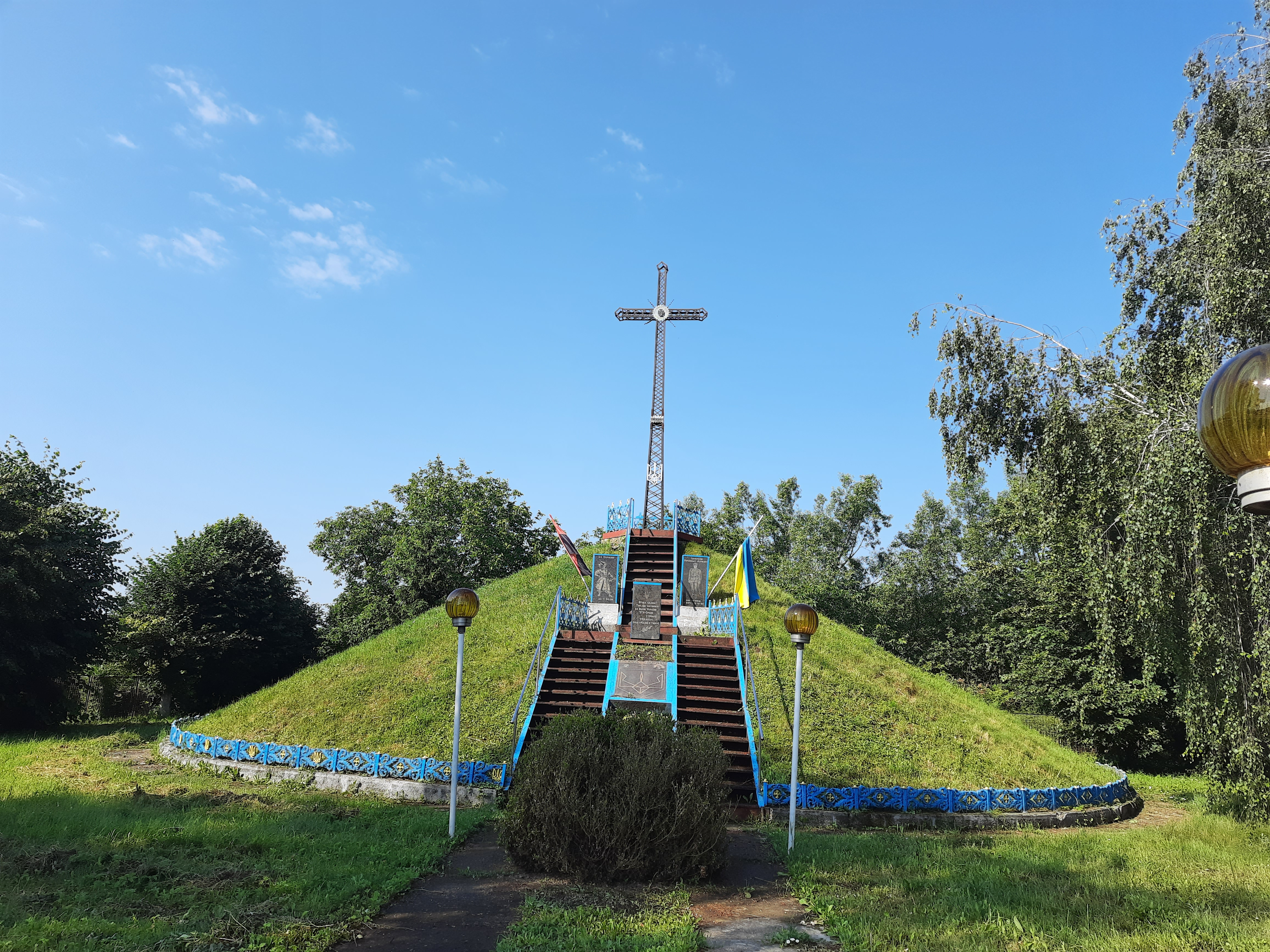
Символічна могила Борцям за волю України
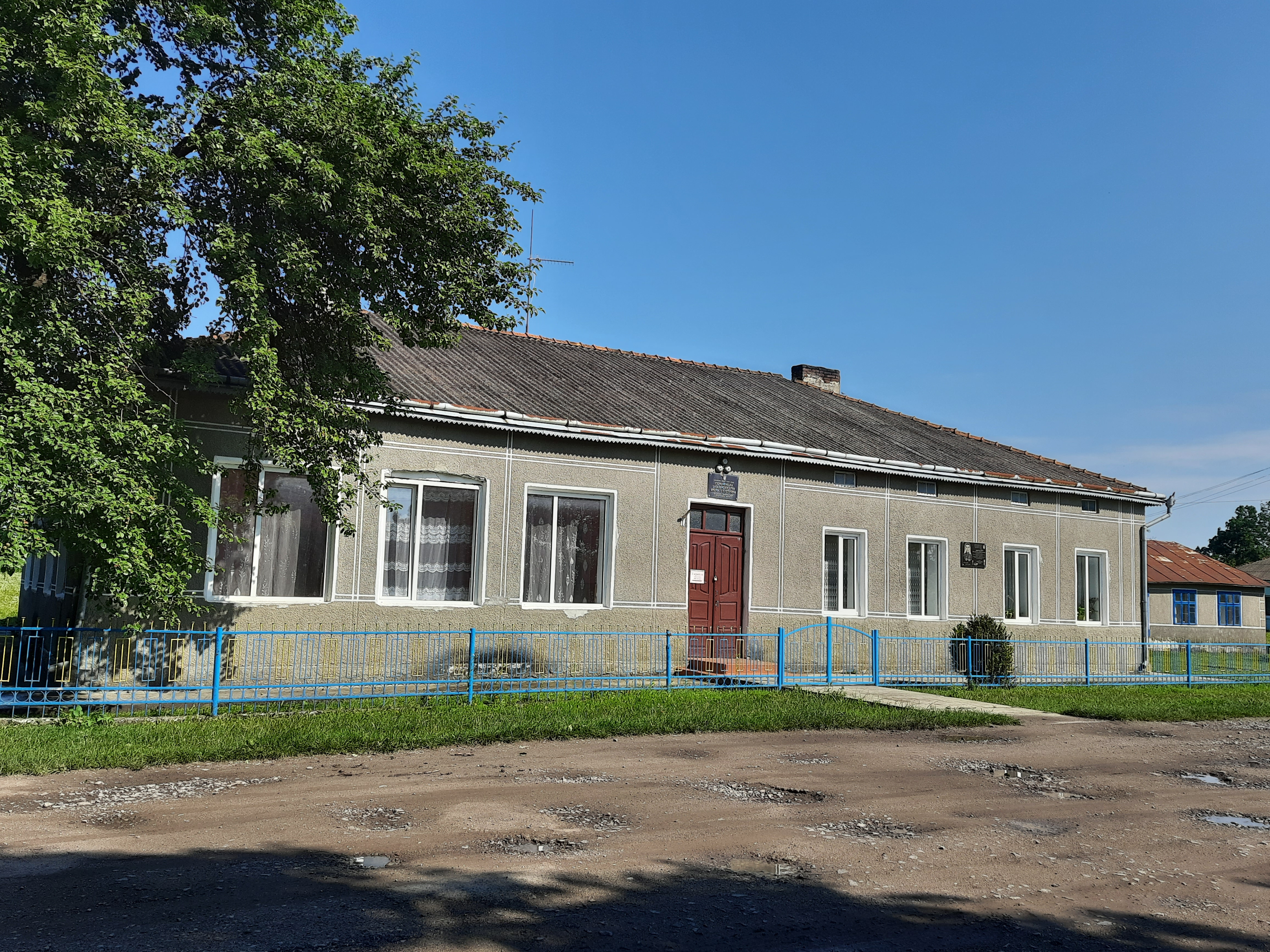
Школа
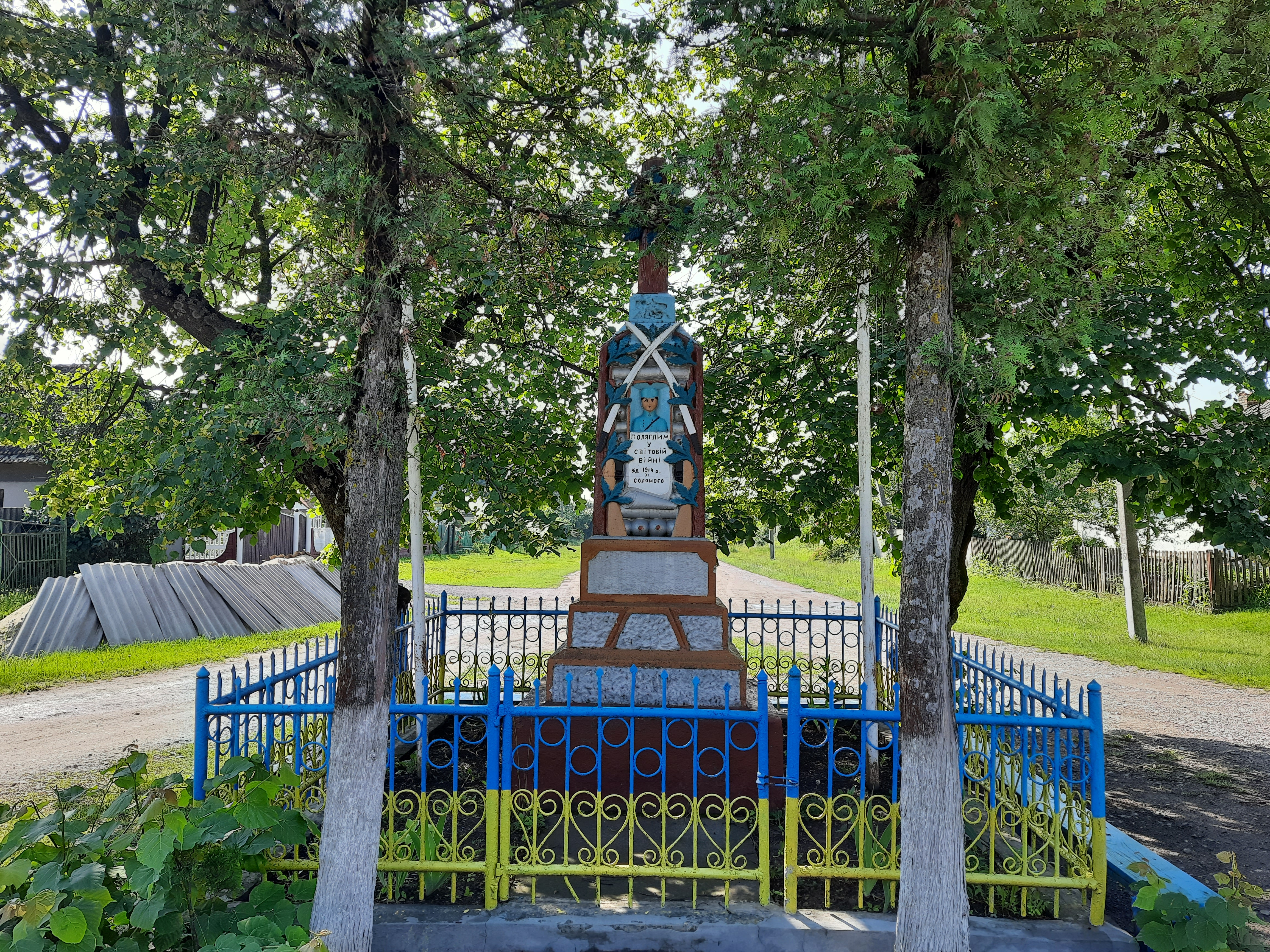
Пам'ятник загиблим в Першій світовій війні
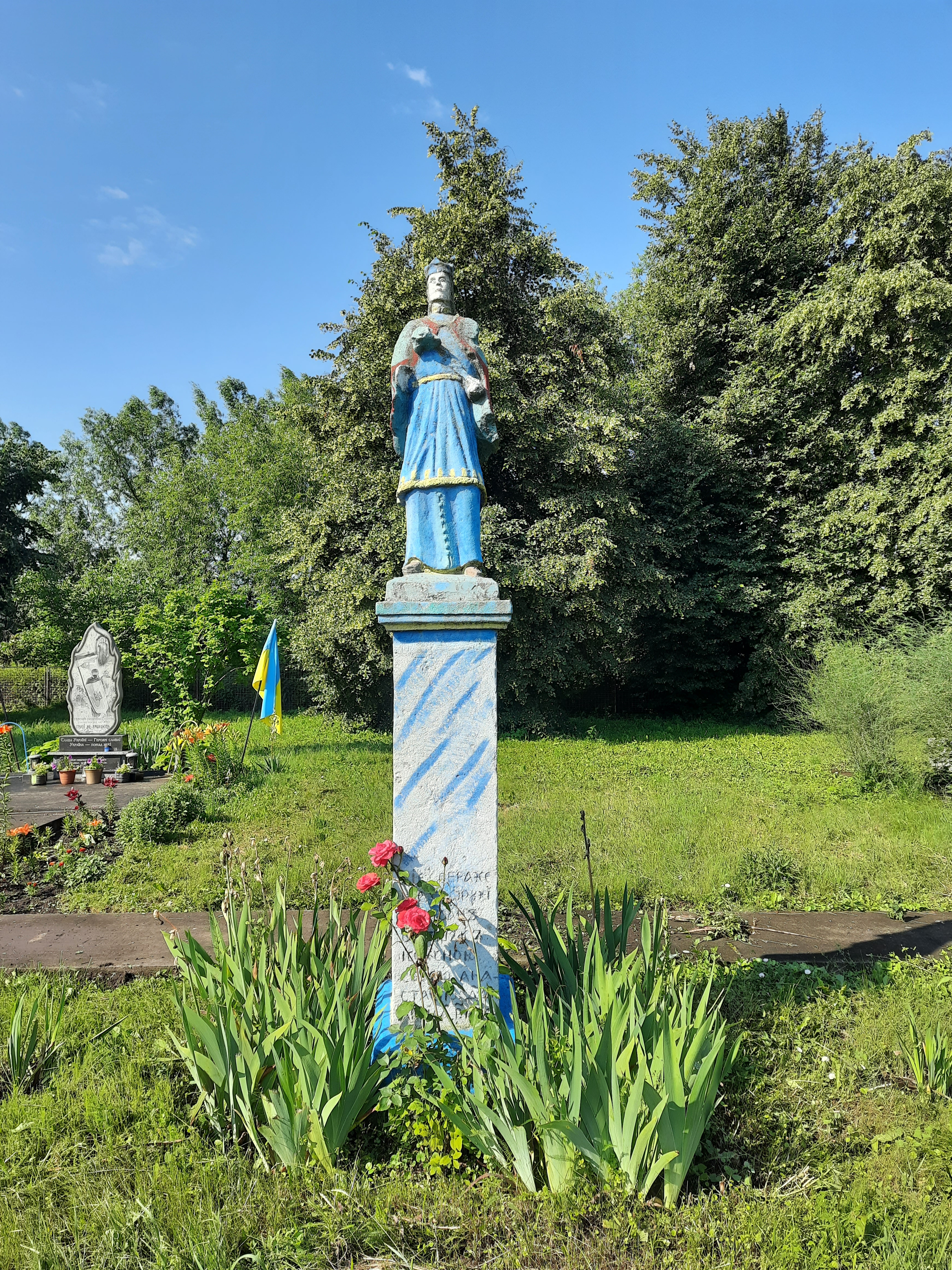
"Фігура" в центрі села